# Olympische Sommerspiele 1988/Teilnehmer (Mongolei)
| Gelbes Symbol für Goldmedaillen mit stilisierten Olympischen Ringen | Graues Symbol für Silbermedaillen mit stilisierten Olympischen Ringen | Braundes Symbol für Bronzemedaillen mit stilisierten Olympischen Ringen |
| ------------------------------------------------------------------- | --------------------------------------------------------------------- | ----------------------------------------------------------------------- |
| —                                                                   | —                                                                     | 1                                                                       |

Die Mongolei nahm an den Olympischen Sommerspielen 1988 in Seoul, Südkorea, mit einer Delegation von 28 Sportlern (24 Männer und vier Frauen) teil.

## Medaillengewinner

### Bronze
| Name            | Sportart | Wettkampf     |
| --------------- | -------- | ------------- |
| Nergüin Enchbat | Boxen    | Leichtgewicht |

## Teilnehmer nach Sportarten

### Bogenschießen
- Suvdyn Tuul
Frauen, Einzel: 24. Platz
Frauen, Mannschaft: 12. Platz

- Sambuugiin Oyuuntsetseg
Frauen, Einzel: 44. Platz
Frauen, Mannschaft: 12. Platz

- Dorjsembeegiin Erdenchimeg
Frauen, Einzel: 46. Platz
Frauen, Mannschaft: 12. Platz

### Boxen
- Ochiryn Demberel
Halbfliegengewicht: 17. Platz

- Tseyen-Oidovyn Tserennyam
Fliegengewicht: 33. Platz

- Nyamaagiin Altankhuyag
Bantamgewicht: 5. Platz

- Tserendorjiin Amarjargal
Federgewicht: 33. Platz

- Nergüin Enchbat
Leichtgewicht: Bronze

- Sodnomdarjaagiin Altansükh
Halbweltergewicht: 5. Platz

- Khaidavyn Gantulga
Weltergewicht: 9. Platz

### Judo
- Badrachyn Njamdschaw
Superleichtgewicht: 20. Platz

- Jamsrangiin Dorjderem
Halbleichtgewicht: 14. Platz

- Jambalyn Ganbold
Leichtgewicht: 33. Platz

- Rodnomyn Erkhembayar
Halbmittelgewicht: 12. Platz

- Odvogiin Baljinnyam
Mittelgewicht: 13. Platz

- Badmaanjambuugiin Bat-Erdene
Schwergewicht: 13. Platz

### Ringen
- Tümendembereliin Sükhbaatar
Halbfliegengewicht, Freistil: Gruppenphase

- Tserenbaataryn Enkhbayar
Fliegengewicht, Freistil: 7. Platz

- Khaltmaagiin Battuul
Bantamgewicht, Freistil: 7. Platz

- Awirmediin Enchee
Federgewicht, Freistil: 6. Platz

- Khenmedekhiin Amaraa
Leichtgewicht, Freistil: Gruppenphase

- Lodoin Enkhbayar
Weltergewicht, Freistil: 4. Platz

- Puntsagiin Sükhbat
Mittelgewicht, Freistil: 5. Platz

- Zevegiin Düvchin
Halbschwergewicht, Freistil: 8. Platz

- Boldyn Dschawchlantögs
Schwergewicht, Freistil: 6. Platz

### Schießen
- Lkhagvaagiin Undralbat
Schnellfeuerpistole: 21. Platz
Freie Pistole: 34. Platz

- Sangidorjiin Adilbish
Kleinkaliber, liegend: 39. Platz

- Bjambadschawyn Altantsetseg
Frauen, Luftpistole: 27. Platz